# Balışeyh
Balışeyh là một huyện thuộc tỉnh Kırıkkale, Thổ Nhĩ Kỳ. Huyện có diện tích 677 km² và dân số thời điểm năm 2007 là 8221 người, mật độ 12 người/km².